# Hallenradsport-Weltmeisterschaften/Radball der Frauen
Das Radball-Turnier der Frauen ist ein Wettbewerb bei den Hallenradsport-Weltmeisterschaften. Es besteht seit 2023.
Ein Radball-Turnier der Männer bestand schon seit 1930 und gehörte damit zu den ältesten UCI-Weltmeisterschaften überhaupt. Zugleich war Radball die letzte Radsport-Disziplin ohne Frauen-Beteiligung. Die Einrichtung eines Turniers für Frauen war daher schon längere Zeit im Gespräch und wurde letztlich recht kurzfristig im April 2023 angekündigt. Angesichts der kurzen Frist gab es für das erste Turnier nur zwei Meldungen aus Deutschland und Japan. Das zweite Turnier 2024 wurde von fünf Teams bestritten.

## Siegerliste
| Jahr | Austragungsort | Gold                        | Silber                         | Bronze                             |
| ---- | -------------- | --------------------------- | ------------------------------ | ---------------------------------- |
| 2023 | Glasgow        | Nadine Weber Claire Feyler  | Sayaka Kizawa Kana Murabayashi | [ 3 ]                              |
| 2024 | Bremen         | Judith Wolf Danielle Holzer | Sava Baumann Chiara Dotoli     | Veronika Kripnerová Blanka Adamová |

## Medaillenspiegel
| Platz  | Land        | Gold | Silber | Bronze | Gesamt |
| ------ | ----------- | ---- | ------ | ------ | ------ |
| 1      | Deutschland | 2    | 0      | 0      | 2      |
| 2      | Japan       | 0    | 1      | 0      | 1      |
| 2      | Schweiz     | 0    | 1      | 0      | 1      |
| 4      | Tschechien  | 0    | 0      | 1      | 1      |
| Gesamt | Gesamt      | 2    | 2      | 1      | 5      |